# 2061: Odisea tres
2061: Odisea tres es una novela de ciencia ficción escrita por Arthur C. Clarke en 1987. Es el tercer libro de la serie Odisea espacial.

## Orígenes
Debido a que la serie de las Odiseas está estrechamente relacionada con Júpiter y sus lunas, Clarke había pensado retrasar la escritura de un tercer libro hasta que la misión Galileo de la NASA incrementase nuestro conocimiento del gigante gaseoso. Sin embargo, el lanzamiento de la sonda se retrasó a consecuencia del desastre del transbordador espacial Challenger, y no llegaría a Júpiter hasta 1995. Decidiendo no esperar, Clarke se inspiró en el acercamiento del Cometa Halley en 1986 y ambientó su continuación en el futuro retorno del cometa, en 2061.

## Argumento

### 2010
En la novela anterior, 2010: Odisea dos, Júpiter se convirtió en un mini-sol que recibió el nombre de "Lucifer", después de que la misión de la cosmonave Leonov a Júpiter averiguara lo que pasó a la Discovery. David Bowman, a través del computador HAL, envió un mensaje a la Tierra justo antes de la explosión de Júpiter: "TODOS ESTOS MUNDOS SON VUESTROS, EXCEPTO EUROPA. NO INTENTÉIS ATERRIZAR ALLÍ". (La versión cinematográfica agrega las palabras "UTILIZADLOS UNIDOS. UTILIZADLOS EN PAZ", como parte de su énfasis en la entonces plenamente activa Guerra Fría). La prohibición de visitar Europa se debe a que existen en sus océanos varias formas de vida extraterrestre, que los dueños del monolito estiman como muy prometedoras para otro de sus experimentos con la formación de nuevas inteligencias.

### De 2010 a 2061
Cuando la Leonov volvió a la Tierra, Heywood Floyd (cuyo matrimonio se había deshecho mientras él estaba en la Leonov) sufrió un accidente y tuvo que ser enviado al hospital espacial orbital Pasteur para su cuidado. Su recuperación tomó más tiempo del esperado y se volvió un residente permanente de la estación espacial, al descubrir que su cuerpo ya no podía acostumbrarse a la gravedad de la Tierra. Cuando da comienzo la novela, Floyd es uno de los dos sobrevivientes restantes de la misión de la Leonov. Su hijo Chris, que también trabajó en la aeronáutica, murió varios años antes en el desastre del Copérnico, dejando a su hijo solo, también llamado Chris. Ahora, Chris Floyd II, ya adulto, trabaja a bordo la nave espacial Galaxy y no ha visto a su abuelo en años.
Entre 2010 y 2061 ha habido importantes avances tecnológicos y políticos. Los EE. UU., la URSS y China están ahora en paz, y las armas nucleares que aún quedan están bajo el mando internacional. Hay un Presidente Planetario (una especie de monarca, Edward VIII, cuyo país de origen no se especifica). La población negra de África del Sur se rebeló en 2017-2018 y formó los Estados Unidos de África del Sur (USSA). Gran parte de la población blanca huyó, sacando ilegalmente del país la mayoría de las riquezas. Los nuevos sudafricanos reconstruyeron la economía gracias a las minas de diamantes (vale la pena mencionar que este libro fue escrito en 1987, cuando el apartheid estaba plenamente vigente).
También se ha inventado una nueva forma de fusión más poderosa, basada en los muones, que ha permitido que el viaje espacial experimente avances importantes y sea comercialmente viable. La corporación espacial más grande es Tsung Spacelines, propiedad del billonario de Hong Kong Lawrence Tsung. Esta compañía ha construido las naves Cosmos, Galaxy y, más recientemente, Universe.
Aunque los humanos han empezado a extenderse por todo el sistema solar, abriendo colonias y minas en diversos mundos (incluyendo varias lunas del antiguo Júpiter), se ha respetado la prohibición de no descender en Europa por temor a las consecuencias. Eso no ha impedido que Europa sea continuamente observada desde otros lugares, como la vecina Ganímedes. De manera inexplicable (cosa que precipita los acontecimientos narrados en el libro), se ha operado un cambio sorprendente en Europa: de repente, una enorme montaña, más alta que el Everest, se ha levantado de la nada. Descartado el origen volcánico, nadie está seguro del origen de la montaña, que es bautizada con el nombre de Zeus.

### 2061
Heywood Floyd tiene 103 años en 2061 (vivir en condiciones de baja gravedad facilita la longevidad, por lo que se estima que Floyd tiene el equivalente a 65 años "convencionales"). Es escogido entre otras celebridades del momento para viajar a bordo de la cosmonave Universe, cuyo objetivo es realizar el primer desembarco humano en la superficie del Cometa Halley, que está haciendo su breve paso periódico por la zona central del sistema solar. En la Universe viajan, al mando del Capitán Smith, otras celebridades: la septuagenaria actriz Yva Merlin (más famosa por sus papeles como Josephine Bonaparte en Napoleón y como Scarlett O'Hara en una nueva versión de Lo que el viento se llevó), la escritora Margaret M'Bala (conocida por su libro sobre mitología griega Las pasiones de los Dioses, a veces burlonamente llamado el "Anhelado juego olímpico"), el astronauta Clifford Greenburg (el primer hombre en aterrizar en Mercurio), el director de orquesta y compositor Dimitri Mihailovich, y la "celebridad del pop y científico" Victor Willis.
Entretanto, hay un equipo de científicos en Ganímedes que están trabajando en la terraformación de la antigua luna. Rolf van der Berg, un refugiado de la segunda generación africana, estudia las fotografías de la Montaña Zeus y concluye que es de hecho un enorme diamante, aunque hasta el final del libro no se informa de ello al lector. Se lo comunica a su tío Paul Kreuger, hablando en el idioma afrikáner como una medida de seguridad porque, en caso de ser cierto, estiman que las repercusiones en la economía mundial pueden ser enormes y temen que los grupos más afectados puedan reaccionar violentamente.
Van der Berg consigue formar parte de la tripulación de la Galaxy y sobrevuela Europa para intentar ver si está en lo correcto. Pero los rumores acerca del gigantesco diamante han llegado tanto a la Shaka (una organización paramilitar de USSA) como a la ASTROPOL (organización policial similar a la INTERPOL). Shaka envía de incógnito a la Galaxy, camuflada como azafata, a una de sus agentes, Rose McCullen. La ASTROPOL contacta con Chris Floyd II en Ganímedes y le piden que "mantenga sus ojos abiertos".
Cuando la Galaxy se acerca a Europa, Rose McCullen secuestra la nave, se encierra en la cabina del piloto y, a punta de pistola, obliga al piloto a llevar a la Galaxy a la superficie de la luna. El aterrizaje en tales condiciones termina con la Galaxy estrellándose en el océano de Europa, llamado Mar de Galilea. Habiendo fracasado en su misión, McCullen se suicida.
La Universe recibe noticias de que la Galaxy está aislada en Europa, la luna prohibida. Es la única cosmonave preparada para emprender una misión de rescate a tiempo. Después de rellenar sus tanques con un géiser en el Cometa Halley, la Universe se dirige hacia Europa.
Entretanto, el Capitán Laplace de la accidentada Galaxy cede el mando al capitán Lee, que es un marinero profesional. Lee pilota la Galaxy a través del agua para llegar a la orilla de una pequeña isla que bautizan con el nombre de Refugio. El Capitán Laplace retoma el mando y sugiere a Rolf van der Berg y Chris Floyd II tomar el transbordador Bill Tee que la Galaxy lleva a bordo para estudiar de cerca la Montaña Zeus. Aprovechando el viaje, acuerdan visitar también los restos de la nave espacial china Tsien (accidentada en 2010: Odisea dos) y el enorme monolito que está al lado de la frontera entre el lado diurno y el nocturno de Europa, llamado la Gran Pared. El transbordador se posa en la superficie del monte Zeus y Van der Berg, tras confirmar la teoría de que la montaña es un gigantesco diamante, envía un mensaje a su tío Paul a través de Ganímedes que dice "LUCY ESTÁ AQUÍ". La palabra "Lucy" había sido escogida por ambos para referirse a Lucifer, el mini sol, y a un artículo de la revista científica Nature de 1981 (artículo completamente real, por otra parte), que sostenía la hipótesis de que los núcleos de Urano y Neptuno eran de hecho de diamantes del tamaño de la Tierra, creados por las grandes presiones ejercidas sobre el carbono original. Con esta hipótesis, se hace una extensión lógica a Júpiter. El artículo se titulaba "¿Diamantes en el cielo?" en referencia a la canción de los Beatles "Lucy in the Sky with Diamonds". Así, la increíble pero irrefutable teoría de Van der Berg se confirma: la Montaña Zeus es un fragmento del centro de Júpiter que salió despedido durante la explosión que lo convirtió en estrella y que, habiendo seguido una órbita errática durante cincuenta años, acabó impactando en Europa.
En la Galaxy, los célebres pasajeros discuten acerca de David Bowman y los monolitos, y, sobre todo, sobre las posibles consecuencias de su llegada a Europa, quebrantando la prohibición. Floyd sigue la sugerencia de Yva Merlín e intenta llamar Bowman por radio. Esa noche tiene un sueño extraño en el que ve un monolito en miniatura flotando al pie de su cama.
El Bill Tee vuela sobre los restos de la Tsien, que ha sido completamente despojada de sus metales. Van den Berg supone que, en un mundo donde escasean los metales y no hay forma de hacer fuego (pues la atmósfera no contiene oxígeno), esos metales deben valer tanto como los diamantes en la Tierra, y que ese saqueo sugiere una indudable forma de inteligencia entre los Europanos.
Al final de su periplo por Europa, y a la sombra de la Gran Pared (el Monolito), encuentran un pueblo de Europanos abandonado, construido a base de estructuras parecidas a los iglúes. Heywood Floyd, o su espectro, se aparece a Chris del mismo modo que David Bowman se apareció a Floyd en 2010, diciéndole que la Universe está acercándose y que los Europanos han abandonado la ciudad "hasta que se disipe el veneno en el viento". Van der Berg piensa que Chris está loco, hasta que comprende que el calor del motor del Bill Tee ha disociado el vapor de agua en hidrógeno y oxígeno, siendo el oxígeno venenoso sin duda para los Europanos.
Chris avisa a la Universe y descubre que su abuelo no está en absoluto muerto. La tripulación es rescatada y llevada a Ganímedes, donde finalmente observan vía satélite cómo la Montaña Zeus se hunde bajo la superficie de Europa en pocos días. Poco después, Paul Kreuger escribe un artículo como continuación del artículo original de la revista Nature (80 años después), demostrando que la Montaña Zeus era un fragmento del centro de Júpiter y que otros "icebergs" de diamante están actualmente en órbita alrededor de Lucifer, proponiendo que se comiencen a buscar y recolectar para poderlos usar inmediatamente en sus múltiples aplicaciones tecnológicas.

### La conversación dentro de la Gran Pared
Floyd duda si el pequeño monolito que vio en su habitación después de enviar un mensaje por radio a Bowman fue real o solo un sueño. Por eso, no lo menciona a nadie. Sin embargo, al final nos enteramos de que no fue un sueño: el monolito reprodujo la conciencia de Floyd. Hay ahora dos Heywood Floyd: uno es un humano normal, y el otro es un ser inmortal que reside con David Bowman y HAL dentro de la Gran Pared. Los tres seres conversan, y Floyd averigua que el impacto de Montaña Zeus no entraba en los planes de los dueños del Monolito. Al contrario, retrasó el desarrollo de la inteligencia en Europa y causó la extinción de muchas especies prometedoras. HAL y Dave están angustiados porque la colisión podría haber dañado el monolito. Dave relata cómo las gaseosas criaturas jovianas, inspiradas en la obra Cosmos de Carl Sagan, tuvieron que ser exterminadas en la creación de Lucifer para que los Europanos pudieran sobrevivir, y le dice a Floyd que tienen menos de un milenio para trabajar en el desarrollo de la inteligencia en Europa.
Transcurrido ese milenio, en 3001, Lucifer, la estrella que un día fue Júpiter, se extingue... y "por segunda vez en cuatro millones de años, el monolito despertó."

## ¿La versión cinematográfica?
Poco después de que la novela saliera a la venta, Tom Hanks expresó su interés por producir una adaptación cinematográfica, con él en el papel de Floyd, y Keir Dullea y Douglas Rain retomando sus papeles de 2001: Una odisea del espacio como David Bowman y HAL 9000. Estos planes nunca fueron más allá del anuncio inicial.